# Deute

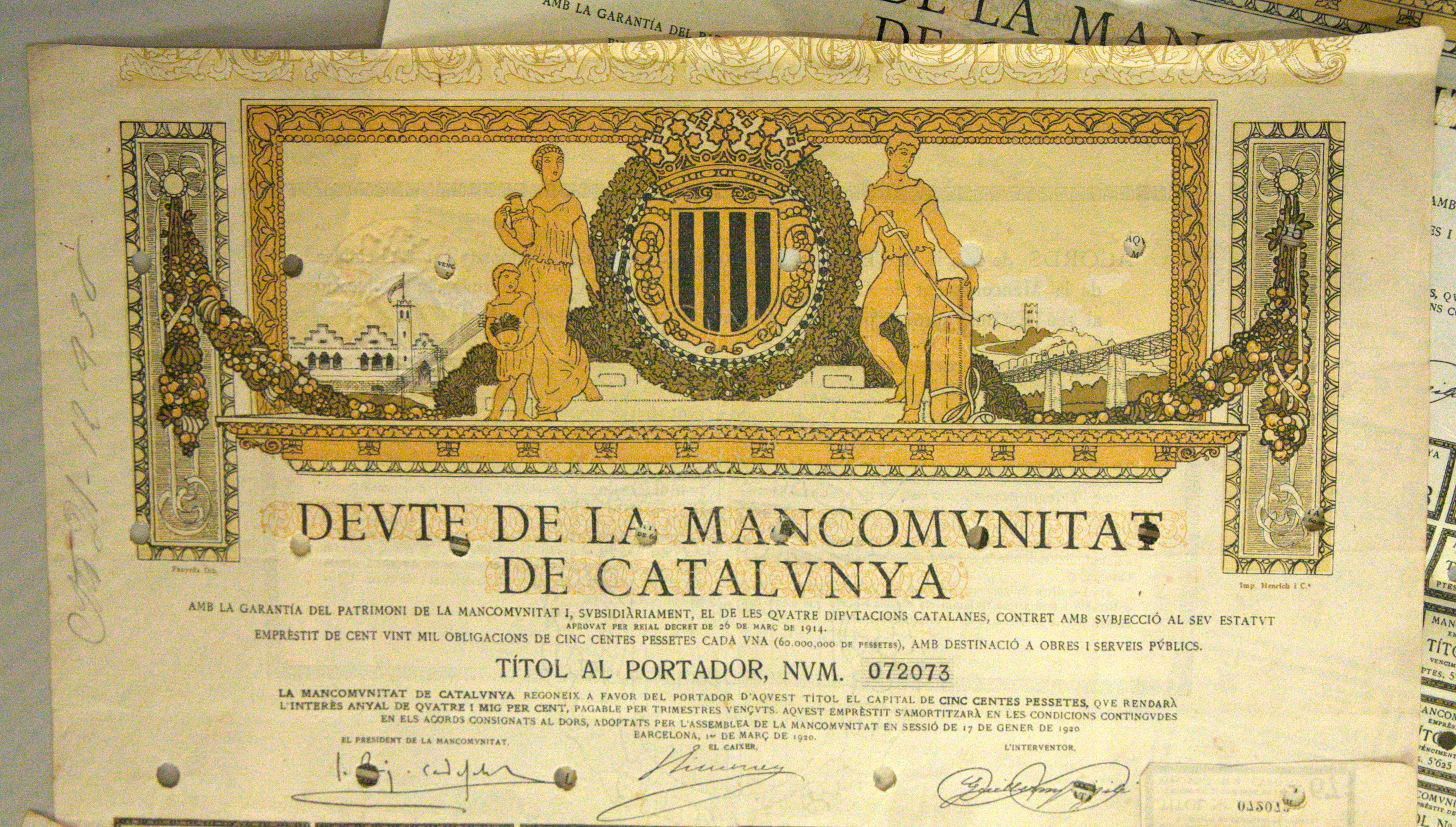
Deute Públic de la Mancomunitat de Catalunya, 1920

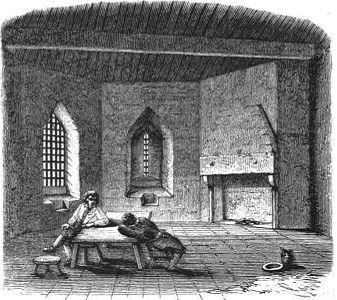
Representació de la presó dels deutors al castell de Sant Briavels, Gloucestershire.

Un deute és la quantitat de diners o béns que una persona, empresa o país deu a una altra i que constitueixen obligacions que s'han de saldar en un termini determinat.

## Definició jurídica
El deute és una obligació jurídica de contingut patrimonial pel qual la persona deutora ha de d’observar respecte de la creditora un comportament que consisteix a donar, a fer o no fer. Aquesta definició ens remet al codi civil espanyol, en el Llibre IV de les obligacions i contractes, concretament en el títol I de los obligacions, on l’article 1088 estableix que tota obligació consisteix a donar, fer o no fer alguna cosa.
Tota obligació representa un aspecte actiu, el poder o facultat d’exigir alguna cosa i l’aspecte passiu, el deure de donar, de fer o no fer. La part passiva de l’obligació és la persona deutora, subjecte al compliment del deute, el deure jurídic i la responsabilitza de les conseqüències d’incomplir-lo.
La part passiva pot estar integrada per diverses persones i això dona lloc a que l’obligació sigui solidària, quan cadascun dels deutors té l'obligació de complir la totalitat de la prestació, o mancomunada, els deutors només se'n poden alliberar realitzant la prestació conjuntament.
Qualsevol persona pot ser subjecte passiu de l'obligació, de la mateixa manera, les persones jurídiques poden ser titulars de les obligacions.
Des d’aquesta perspectiva, per relació jurídica obligatòria s'entén la relació complexa en què es troben la part creditora (posició activa, titularitat del dret de crèdit) i d'altra banda la part deutora (posició passiva, titularitat del deure jurídic de prestació), subratllant la naturalesa de la relació obligatòria no només com una contraposició de les posicions activa i passiva, sinó com un marc estable de cooperació per a perseguir interessos econòmics tutelats per l’ordenament jurídic.
En conseqüència, el vincle existent entre el creditor i el deutor es compon de dos elements: 
- El dèbit o deute, tal com estableix l’art. 1088 CC que «tota obligació consisteix en donar, fer o no fer alguna cosa».
- La responsabilitat, atès que el deutor respon del compliment de les obligacions amb tots els seus béns, presents i futurs (art. 1911 CC, que consagra el principi de responsabilitat patrimonial universal del deutor)[9] Per tant, podem definir l’obligació com un dret del creditor dirigit a aconseguir del deutor una prestació de donar, fer, o no fer alguna cosa, garantit amb tot el patrimoni del deutor.

Perquè la relació obligatòria que es crea entorn del deure o necessitat jurídica de la prestació esdevingui efectiva és indispensable, per tant, l'existència d'un deute, que en alguns articles del C.Civl com el 659, 661 i 1911 es denomina d'una forma impròpia com «obligació», la posició jurídica passiva que assumeix la responsabilitat en cas d'incompliment, fent indispensable la presència del crèdit, posició jurídica activa que legitima l'exigència de la responsabilitat al deutor. Anomenem «correlació» aquesta complementarietat entre crèdit i deute, constituint l'essència de la relació jurídica obligatòria.
L'objecte de l'obligació és la prestació que ha de ser susceptible de valoració econòmica. El deute només es considera pagat quan s'ha lliurat completament la cosa o fet la prestació en què consistia l'obligació. (art. 1157 CC).
El Codi civil espanyol s'ocupa bàsicament de les obligacions que neixen dels contractes, per això, les obligacions que neixen d'altres fonts, a falta de regulació específica, se’ls apliquen també les regles generals específiques per a les obligacions contractuals.
En la regulació de la matèria civil el llibre sisè del Codi civil de Catalunya es refereix a les obligacions i els contractes, amb la regulació dels contractes de compravenda, de permuta i de mandat, desenvolupats per la Llei 3/2017 del 15 de febrer.

## Classificació del deute
Atenent el punt de vista de l'emissor el deute es pot distingir entre deute públic (de les Administracions públiques) i deute privat (empreses i famílies)
Tenint en compte el criteri de la residència del posseïdor del deute, el qual està en funció de la ubicació i no de la nacionalitat del creditor, el deute es classifica en intern i extern. El deute total d'un país es descompon en deute intern, el deute públic en que el prestador és del mateix país, per exemple un banc nacional i deute extern, contreta amb un creditor resident a l'estranger.

### Deute públic
Deute públic és un mitjà que fa servir el sector públic per obtenir liquiditat del sector privat per finançar la diferència entre els ingressos i les despeses no financeres i poder complir amb les actuacions previstes en els pressupostos. S'estableix un contracte de préstec que obliga l’estat al pagament periòdic d'interessos als qui han subscrit el deute i amortització del capital en el cas del deute públic amortitzable.
A diferència dels tributs que tenen una exigència coactiva, el deute públic és un ingrés públic voluntari. Hi ha una relació contractual entre l’estat i qui li presta els diners, els prestadors poden ser particulars, la banca privada, banc central de l’estat o del sector exterior.
En segons quins entorns pot representar un instrument de política monetària que pot influir en variables econòmiques com l’oferta monetària, els tipus d’interès i les formes de canalització de l’estalvi.

#### Modalitats del deute públic
El termini de durada de l’emprèstit depèn teòricament de la naturalesa de les despeses a finançar i de les condicions del tipus d’interès del mercat.
El deute a curt termini, sovint amb un venciment inferior a l’any i s'emet generalment al descompte. Per exemple les lletres del tresor a sis mesos, un any o divuit mesos. Utilitat per cobrir dèficit de caixa dels pressupostos de l’estat.
El deute a mitjà termini, habitualment a tres i cinc anys. Bons de l’estat. Financia les despeses ordinàries.
El deute a llarg termini, obligacions de l’estat, habitualment a terminis de deu, quinze o més anys. Finança despeses extraordinàries.
El deute públic és amortitzable quan obliga l’estat al pagament de la rendibilitat mentre dura el préstec i a la devolució del prinicipal quan n’acaba el termini. En canvi s'anomena deute perpetu la modalitat que no obliga a l’estat a la devolució del capital, però sí a l’abonament, en principi indefinit, dels intersessos corresponents.

#### Efectes del deute
Hi ha visions doctrinals diverses, tot i que un dels efectes econòmics del deute, segons la visió clàssica, és la possible translació de la càrrega del deute cap a generacions futures, a diferència dels impostos on la càrrega la suporta la generació actual. També pot tenir efectes com inflació creixent, creixement del sector públic o interferir en les accions de la política fiscal.
Tot i això, l’emissió de deute per finançar despeses públiques extraordinàries, si les condicions econòmiques ho permeten, pot evitar alteracions brusques en la imposició.
Tant en l’àmbit públic com el privat el recurs a l’endeutament només s'ha de fer servir en el cas de projectes d’inversió on la rendibilitat esperada sigui igual o superior al cost del finançament.
Si es recorre al deute extern, al tractar-se d’estalvi exterior, no afectaria negativament al consum ni l’estalvi privat intern.

### Deute privat
L'endeutament, juntament amb l'estalvi, és l'instrument de què disposen els agents econòmics per optimitzar els perfils temporals de despesa sense veure's restringits per la distribució de les rendes en el temps. Així, per exemple, a les etapes inicials del seu cicle vital les famílies solen incórrer en despeses més elevades en relació amb els seus ingressos que en etapes més avançades, per la qual cosa els nivells de deute són relativament més grans entre les llars més joves.
De forma similar, pel que fa a les empreses recorren a fons externs per necessitats puntuals de tresoreria en el curt termini i finançar projectes d'inversió que generen beneficis a mitjà i llarg termini.
Així doncs, el deute permet als prestataris, assolir els perfils desitjats de despesa, o bé dur a terme els projectes d'inversió rendibles, el recurs a aquella facilita l'augment del benestar social. Tanmateix, alhora incrementa la seva vulnerabilitat davant de pertorbacions imprevistes que limitin els ingressos corrents o esperats, redueixin la seva riquesa per factors aliens, o empitjorin les condicions de finançament.
Diagnosticar les situacions d’excés d’endeutament per un determinat sector privat per sobre del seu nivell òptim és una tasca complexa, depèn dels ingressos i costos de finançament així com de les condicions heterogènies de cada sector. Per tot això, la visió que proporciona l’anàlisi individual dels sectors ha de complementar-se amb la panoràmica més general que ofereix l’agregat del país en estudi.
Quan l’endeutament privat augmenta per sobre dels salaris reals el creixement del consum i de la inversió no es pot considerar un augment de la riquesa i de la producció sinó que es tracta d’un desplaçament de la producció. És a dir, el consum i la inversió futura es porten al present i, per tant, augmentarà la proporció de renda futura destinada a pagament d’interessos i préstecs.

#### Deute de les famílies
El deute de les famílies es pot dividir en tres tipus. El deute que es pot anomenar «empresarial», per potenciar els ingressos. Altra tipus, el deute «estratègic», quan l'endeutament es fa amb finalitat d'inversió personal com pot ser comprar una casa o per finançar estudis universitaris i d'altra banda el deute per «problemes de pagament», quan hi ha dificultats per retornar un deute previ, degut a canvis en circumstàncies personals o increment de tipus i cal finançar necessitats bàsiques i a l'hora fer front a l'endeutament.
La principal causa de l'augment del deute familiar abans de la crisi del 2008 en gairebé tots els països del món industrialitzat va ser el ràpid increment del deute de l'habitatge, afavorits per la situació financera favorable de baix interès hipotecari, relaxació de les condicions de crèdit i ampliació de terminis d'amortització, davant una pujada accelerada del preu de l'habitatge.
Si en els anys setanta del segle XX els preus de les cases als Estats Units representaven al voltant del doble de la renda anual d'una família, el 2005 suposaven unes cinc vegades la seva renda anual. A l'estat espanyol es van vendre entre el 2003 i el 2007 prop d'un milió d'hipoteques d'elevat risc a llars vulnerables, provocant un elevat endeutament. Valorant el volum d'endeutament, el 1995 el deute de les famílies espanyoles representava el 46% de la renda anual bruta disponible, en tant que a finals del 2007 es situava en el 134%, destinada fonamentalment a l'adquisició d'habitatge. Aquest nivell d'endeutament es posicionava per sobre de la zona euro, tot i que es trobava per sota dels nivells registrats als Estats Units i al Regne Unit.

### Deute extern
El concepte de residència d'una economia és el que pren com a punt de referència en la definició de deute extern, segons el sistema de Balança de pagaments de l'FMI i també del Sistema de Comptes Nacionals de Nacions Unides.
Tot i que a diferència de d'altres figures econòmiques històricament el deute extern no ha estat objecte d'una definició comuna per estadístics i analistes, per deute extern s'entén qualsevol instrument de deute (préstecs o bons) o risc contingent (avals, garanties, fiances o línies de crèdit per la part no girada) contret pels residents d'un país (deutor o emissor) amb els residents de la resta del món (creditors o inversors). No es considera deute extern la participació estrangera al capital de les companyies situades al país emissor (equity, o aportacions al capital), tingui aquesta participació la consideració d'inversió estrangera directa o de cartera.
Els residents d'una economia comprenen el govern general, les persones físiques, les institucions privades sense ànim de lucre i les empreses, tots en funció de la vinculació al territori d'aquesta economia.
El criteri de residència de l'agent d'una transacció determina que un passiu contractual en moneda estrangera enfront un resident no forma pas part del deute extern, en tant que un passiu contractual en moneda nacional enfront d'un no resident sí que forma part del deute extern.
El Banc de Pagaments Internacionals (BPI), el Fons Monetari Internacional (FMI), el Banc Mundial (BM) i l'Organització de Cooperació i Desenvolupament Econòmic (OCDE) són les Organitzacions internacionals que recullen dades i publiquen informes sobre l'endeutament exterior.
- El BPI elabora estadístiques centrades en l'activitat bancària internacional, a partir de les dades proporcionades pels Bancs Centrals que componen aquest organisme.
- El BM treballa en dades sobre l'endeutament internacional en l'àmbit analític i operacional per conèixer si el deutor podrà fer front a les obligacions en cas de concessió d'un préstec. Se centra bàsicament en les dades relatives al deute a llarg termini garantit pels estats, exclosos els països industrialitzats.
- L'FMI prioritza la seva atenció a la balança de pagaments, finances públiques i temes de política monetària i bancària
- L'OCDE té un àmbit de seguiment de l'evolució econòmica general.[25]

## Conceptes sobre el deute

### Sostenibilitat del deute
Un nivell de deute es pot considerar sostenible si els ingressos presents o futurs de l’agent endeutat són suficients per cobrir el servei del deute i la devolució del principal.
Si es supera un nivell de deute considerat sostenible els prestadors poden qüestionar la capacitat de pagament del país, o sector endeutat amb el que li restringiran l’accés a una nova ronda de finançament o bé la renovació de la que ja existeix que pot resultar més cara, com a resultat d’una prima de risc més gran.

### Herència de deutes
Els creditors tenen dret a oposar-se a la divisió de l'herència fins no es pagui el deute o fins no es doni una fiança per l'import dels seus crèdits (Article 1082 del Codi Civil Espanyol).